# Хардстеп
Хардстеп (англ. hardstep) — підстиль драм-енд-бейсу.
Сильний акцент робиться на ритмі, використовуються дуже важкі і жорсткі басові і ударні звуки. Абсолютно божевільний ритм, іноді некрасивий, досить слабо буває представлена мелодія. В сукупності ці компоненти роблять хардстеп складним для звичайного прослуховування, тобто місце такої музики — виключно на танцполі.